# Place Maubert
Place Maubert är ett torg i Quartier de la Sorbonne och Quartier Saint-Victor i Paris 5:e arrondissement på rive gauche. 

## Historia
Torgets namn kommer av en förändring av namnet Aubert, abbot i Sainte Geneviève eller Albertus Magnus. Det är en gammal allmän avrättningsplats från 1500-talet, där bland annat Étienne Dolet avrättades.

### Avrättningar (urval)
- 1525: Guillaume Joubert, lutheran, strypt och bränd den 17 september 1525
- 1529: Louis de Berquin, hängd och bränd med sina böcker den 16 april 1529
- 1533: Alexandre d'Evreux, hängd och bränd 1533
- 1534: Jacques de la Croix, även känd som Alexandre eller Laurent Canus, en jakobin från Lyon, bränd levande den 18 juni 1534
- 1534: Jean Pointet, kirurg, bränd 1534
- 1534: Antoine Augereau, författare och bokhandlare, ursprungligen från Fontenay-le-Comte, hängd, strypt och bränd den 24 december 1534
- 1535: Antoine Poille, murare
- 1540: Claude Lepeintre, guldsmed, bränd levande efter att ha fått tungan avskuren
- 1545: François Bribart, sekreterare åt Jean du Bellay, bränd levande efter att ha fått tungan avskuren den 8 januari 1545
- 1546: Pierre Chapot, strypt och bränd, 19 juli 1546
- 1546: Étienne Dolet, strypt och bränd den 3 augusti 1546
- 1557: Nicolas Clinet, fördömd som kättare, bränd levande efter att ha fått tungan avskuren den 27 september 1557
- 1557: Taurin de Gravelle, advokat i riksdagen, fördömd som kättare, bränd levande efter att ha fått tungan avskuren den 27 september 1557
- 1557: Philippe de Luns, 23 år gammal, fördömd som kättare, bränd levande efter att ha fått tungan avskuren samt strypt, den 27 september 1557
- 1560: Martin Lhomme, bokhandlare, hängd den 15 juli 1560
- 1560: Robert Dehors, näringsidkare, hängd den 19 juli 1560

## Marknad
Denna marknad är en av Paris äldsta marknader, och har funnits på samma ställe sedan år 1547. I dag hålls marknaden på tisdagar, torsdagar och lördagar.

## Bilder

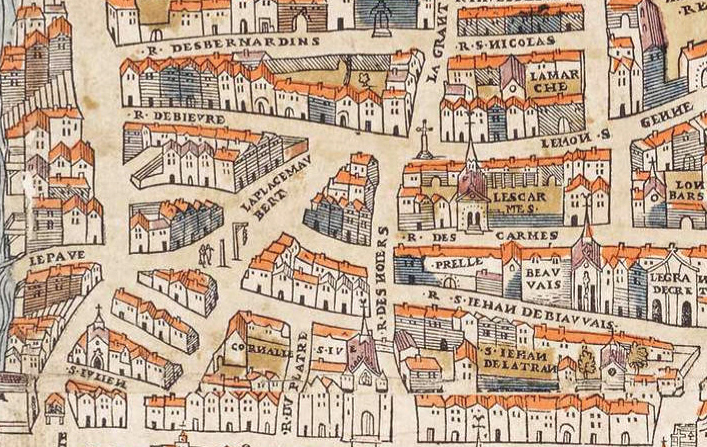
Place Maubert. Utsnitt från Truschets och Hoyaus karta över Paris från år 1552.